# Шкот Павло Якович
Шкот Павло Якович (7 березня 1816 — 16 [28] грудня 1880) — віце-адмірал, учасник Севастопольської оборони.
Брат М. Я. Шкота.

## Біографія
З дворян шотландського походження (Scott). Батько — Яків Андрійович Шкот- капітан-лейтенант російського флоту, випускник морського кадетського корпусу, учасник Ревельского і Виборзького морських битв у війні зі шведами 1788—1790 років. Дядько — Петро Андрійович Шкот теж був моряком. Павло виховувався з братами Миколою і Костянтином, які стали морськими офіцерами.
Павло Якович Шкот закінчив курс морського кадетського корпусу, після чого був відправлений в навколосвітнє плавання в 1840—1842 роках на транспорті «Або». З 1850 року перебував командиром кількох пароплавів.
Після краху в акваторії Скагеррак транспорту «Німан» (1853) був відставлений від служби і командував пароплавами приватних товариств.
У 1854 році знову почав дійсну службу в чині мічмана і за поданням П. С. Нахімова, який цінив його, незабаром був відновлений в колишньому чині. Брав участь в обороні Севастополя. Отримав поранення. Був контужений.
Був потім начальником Аральської флотилії, 8-го флотського екіпажу, Кронштадтського порту і Балтійської крейсерській митної флотилії; найбільше дбав про поліпшення побуту нижніх чинів. Вжиті ним в цьому відношенні заходи майже всі стали загальноприйнятими для всіх частин морського війська, для якого вперше Шкотом були влаштовані в Кронштадті народні гуляння і матроський театр.